# Kortland
Kortland est un hameau qui fait partie de la commune d'Alblasserdam dans la province néerlandaise de Hollande-Méridionale.